# ジョー・ランドー

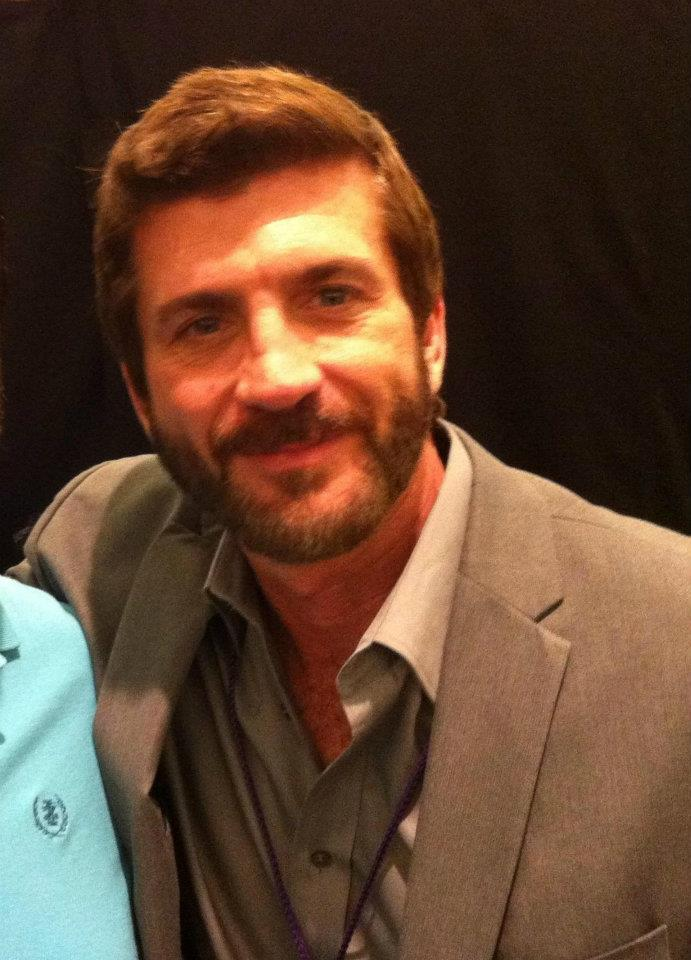

ジョー・ランドー（Joe Lando, 1961年12月9日 - ）は、アメリカ合衆国イリノイ州出身の俳優である。

## 出演作品

### 映画
- ショック・ウェーブ（タニー）
- エイリアン・シューター (2005)
- コンバッション
- フラッシュフラッド
- スーパーストーム
- アタック ・オン・ザ・クイーン
- フル・ブラント
- 誘拐逃亡
- エイリアン・ネイション／第3生命体 (1996)

### テレビシリーズ
- シークレット・サークル（ジョン・ブラックウェル）
- NCIS 〜ネイビー犯罪捜査班 シーズン7
- メルローズ・プレイス
- ミッシング -サイキック捜査官- シーズン2
- マウンテン・ウォーズ/ホライズン高校物語（ピーター・スカボロー）
- ドクタークイン 大西部の女医物語

### オリジナルビデオ
- アルマゲドン2010（デヴィッド・デマッティ）